# Roland Steuk
Roland Steuk (República Democrática Alemana, 5 de marzo de 1959) es un atleta alemán retirado especializado en la prueba de lanzamiento de martillo, en la que consiguió ser subcampeón europeo en 1978.

## Carrera deportiva
En el Campeonato Europeo de Atletismo de 1978 ganó la medalla de plata en el lanzamiento de martillo, con una marca de 77.24 metros, quedando situado en el podio tras el soviético Yuriy Sedykh (oro con 77.28 metros que fue récord de los campeonatos) y por delante del también alemán Karl-Hans Riehm (bronce con 77.02 metros).